# منتزه داونينغ
داونينج بارك (منتزة داونينج) هي أكبر الحدائق العامة في مدينة نيوبورج، نيويورك، الولايات المتحدة.
وقد صمم فريدريك لو أولمستد وكالفرت فو الحديقة في أواخر القرن 19، اللذان أعطيا التصميم إلى المدينة على شرط أن يكون اسمه باسم استاذهما، أندرو جاكسون داونينج، وهو من مواطني نيوبورج الذين لقوا حتفهم في حادث الباخرة على نهر هدسون في عام 1852. سلما خططهما للمدينة، وحصلوا على الأرض قبل ذلك بعامين في عام 1889، وتم الانتهاء من الحديقة وافتتحت في عام 1897. كان آخر تعاون بينهما.
يقع مركزيا ضمن المدينة، بين شارع روبنسون (الولايات المتحدة 9W - NY 32) على شارع غرب الجنوب، الشمال على شارع دوبوا، على شارع شرقي والثالثة في الجنوب. يقسم شارع كاربنتر المنتزه إلى النصف الشرقي والغربي.
الميزة الأبرز للحديقة هي بركة ونافورة في زاويتها الجنوبية الغربية، والمعروفة باسم «بولي». في أوائل القرن 20، كان مكانا شعبيا للتزلج على الجليد في فصل الشتاء، ولكن منذ ذلك الحين وضع حظر بسبب التلوث مما جعل المياه أقل قدرة على التجمد الفعال حتى في فصل الشتاء. والأراضي ترتفع إلى تل صغير إلى الشرق، والشرفة التي تطل على هدسون. وغيرها من المرافق في حديقة مثل ستون شيلتر هاوس على البولي، ومقر لجنة التخطيط لداونينج بارك، والمدرج في شمال بولي، التي تستضيف حفلات ومهرجانات محلية عديدة في أشهر الصيف.

## وصلات خارجية
- Video tour of Downing Park

‌